# Nemzetközi Informatikai Diákolimpia
A Nemzetközi Informatikai Diákolimpia (angolul International Olympiad in Informatics, IOI) egy 1989 óta évente megrendezett diákverseny, a Nemzetközi Tudományos Diákolimpiák egyik legújabb tagja. Kezdetben 20 körüli résztvevővel lebonyolított verseny ma az egész világra kiterjed, kb. 80 állam vesz rendszeresen részt. Minden részt vevő ország négy versenyzőt küldhet. A díjakat (arany-, ezüst- és bronzérem) egyének, nem pedig országok kapják, de mindig készül nem hivatalos országlista is, amit a versenyzők egyéni pontszámainak egyszerű összeadásával állítanak össze. A versenyzők életkora nem érheti el a 20 évet, és nem vehetnek részt középfokúnál magasabb iskolai képzésben.
Magyarország eddig két alkalommal adott otthont Nemzetközi Informatikai Diákolimpiának: 1996-ban Veszprémben, 2023-ban pedig Szegeden került megrendezésre.
Maga a verseny olimpia két napig tart, a versenyzőknek összesen 6 informatikai problémát kell megoldaniuk, naponta 5 órát kapnak a három-három feladat kidolgozására. A problémák megoldása során a feladatot tetszőleges választható programozási nyelven (Pascal, C, C++) kell kidolgozni. Minden feladat megoldása 100 pontot ér, így összesen 600 pontot lehet gyűjteni.
A helyezéseket a szerzett pontszám alapján osztják ki a következő módon: aranyérmet kap a versenyzők legtöbb pontot kapott 1/12-e, ezüstérmet a következő 2/12-ük, bronzérmet pedig a résztvevők soron következő 3/12 része. Aki nem nyer érmet, az dicséretet (honorable mention) kap, ha legalább egy problémát teljes egészében sikerült megoldania. Alkalmanként különdíjakat is kiosztanak.

## A jelölés folyamata Magyarországon
A csapat kiválasztásához válogatóversenyt rendeznek, melyen az Informatika OKTV programozás kategóriájának első 20-25 helyezettje vehet részt. A válogatóverseny résztvevője az Izsák Imre Gyula matematika-fizika-számítástechnika verseny győztese is.

## Nemzetközi Informatikai Diákolimpiák listája
| Sorszám | Év   | Város      | Ország                  | Részt vevő országok száma | A magyar csapat eredménye |
| ------- | ---- | ---------- | ----------------------- | ------------------------- | ------------------------- |
| 1.      | 1989 | Pravecz    | Bulgária                | 13                        | 1 arany                   |
| 2.      | 1990 | Minszk     | Szovjetunió             | 25                        | 1 arany, 1 ezüst          |
| 3.      | 1991 | Athén      | Görögország             | 26                        | 1 arany, 2 bronz          |
| 4.      | 1992 | Bonn       | NSZK                    | 51                        | 1 arany, 1 ezüst, 1 bronz |
| 5.      | 1993 | Mendoza    | Argentína               | 43                        | 1 ezüst, 2 bronz          |
| 6.      | 1994 | Haninge    | Svédország              | 49                        | 2 arany, 2 bronz          |
| 7.      | 1995 | Eindhoven  | Hollandia               | 51                        | 3 arany                   |
| 8.      | 1996 | Veszprém   | Magyarország            | 57                        | 1 ezüst, 2 bronz          |
| 9.      | 1997 | Fokváros   | Dél-afrikai Köztársaság | 63                        | 1 ezüst, 3 bronz          |
| 10.     | 1998 | Setúbal    | Portugália              | 68                        | 1 arany, 1 ezüst, 2 bronz |
| 11.     | 1999 | Antalya    | Törökország             | 65                        | 1 ezüst, 2 bronz          |
| 12.     | 2000 | Peking     | Kína                    | 72                        | 1 ezüst, 3 bronz          |
| 13.     | 2001 | Tampere    | Finnország              | 74                        | 3 ezüst                   |
| 14.     | 2002 | Yong-In    | Dél-Korea               | 78                        | 2 ezüst, 1 bronz          |
| 15.     | 2003 | Kenosha    | USA                     | 69                        | 1 ezüst, 1 bronz          |
| 16.     | 2004 | Athén      | Görögország             | 81                        | 2 ezüst, 1 bronz          |
| 17.     | 2005 | Nowy Sącz  | Lengyelország           | 72                        | 1 ezüst, 3 bronz          |
| 18.     | 2006 | Mérida     | Mexikó                  | 74                        | 1 ezüst, 1 bronz          |
| 19.     | 2007 | Zágráb     | Horvátország            | 77                        | 1 ezüst, 2 bronz          |
| 20.     | 2008 | Kairó      | Egyiptom                | 78                        | 1 arany, 2 ezüst, 1 bronz |
| 21.     | 2009 | Plovdiv    | Bulgária                | 78                        | 1 bronz                   |
| 22.     | 2010 | Waterloo   | Kanada                  | 80                        | 2 ezüst, 1 bronz          |
| 23.     | 2011 | Pattaja    | Thaiföld                | 78                        | 1 ezüst, 1 bronz          |
| 24.     | 2012 | Milánó     | Olaszország             | 81                        | 1 ezüst, 2 bronz          |
| 25.     | 2013 | Brisbane   | Ausztrália              | 77                        | 1 ezüst, 1 bronz          |
| 26.     | 2014 | Tajpej     | Tajvan                  | 81                        | 1 bronz                   |
| 27.     | 2015 | Almati     | Kazahsztán              | 83                        | 1 ezüst, 1 bronz          |
| 28.     | 2016 | Kazany     | Oroszország             | 80                        | 2 ezüst, 2 bronz          |
| 29.     | 2017 | Teherán    | Irán                    | 83                        | 1 arany, 1 ezüst, 1 bronz |
| 30.     | 2018 | Tsukuba    | Japán                   | 87                        | 1 ezüst, 3 bronz          |
| 31.     | 2019 | Baku       | Azerbajdzsán            | 87                        | 1 arany, 1 bronz          |
| 32.     | 2020 | online     | Szingapúr               | 87                        | 4 ezüst                   |
| 33.     | 2021 | online     | Szingapúr               | 88                        | 1 ezüst, 2 bronz          |
| 34.     | 2022 | Yogyakarta | Indonézia               | 88                        | 1 ezüst, 1 bronz          |
| 35.     | 2023 | Szeged     | Magyarország            | 87                        | 3 bronz                   |

## Külső hivatkozások
Az IOI hivatalos honlapja